# Техничка школа „Колубара”
Техничка школа „Колубара” је средња школа основана 1948. године. Налази се у општини Лазаревац, у улици Доситеја Обрадовића 6.

## Историјат
Школа датира из 1948. године када је у Вреоцима постојала под називом „Школа за ученике у привреди”. Након премештања у Лазаревац променила је назив у „Школа за квалификоване раднике”. Школске 1958/1959 школа је почела са радом као „Техничка школа Станислав Сремчевић Црни”, а од школске 1978/1979. године, након реформе школства прераста у Образовни центар за  усмерено образовање „Станислав Сремчевић Црни” и под тим именом ради до школске 1990/1991. године, када одлуком Скупштине Републике Србије и Актом о верификацији бива раздвојена на Техничку школу „Колубара” и Гимназију Лазаревац.
Школа је од тада више пута мењала подручја рада и занимања, у зависности од потреба привреде и рударског басена „Колубара”.